# Goderik van Finchale

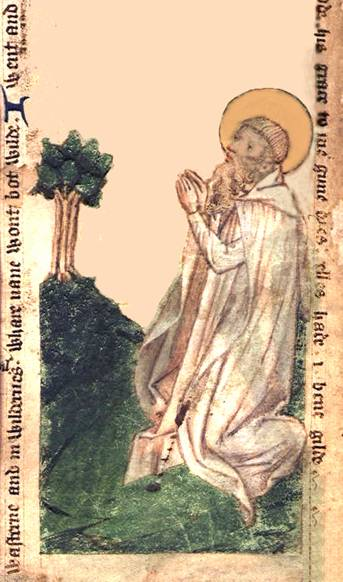
Goderik van Finchale

De heilige Goderik van Finchale (Walpole, ca. 1065 - Durham, 21 mei 1170) was een Engels heremiet en middeleeuws componist. 
Zijn leven werd opgetekend door een tijdgenoot van hem: een monnik, genaamd Reginald van Durham. Toch werden er nog heel wat andere hagiografieën over hem geschreven.
Zijn feestdag is op 21 mei.